# Estàtua sedent de Lívia Drusil·la
L'Estàtua sedent de Lívia Drusil·la és una escultura datada a començaments del segle i, durant l'Imperi Romà, essent considerada una de les més formoses efígies de la dona de l'emperador August. Està exposada al Museu Arqueològic Nacional d'Espanya (Madrid) i té el número d'inventari 2737.

## Troballa
La peça va ser trobada el 1860 durant una excavació finançada pel Marquès de Salamanca a Paestum, important ciutat grecoromana de la regió italiana de Campània, situada al sud-est de la província de Salern, a 40 km al sud de la capital provincial i 92 de Nàpols, pertanyent al terme municipal de Capaccio-Paestum.

## Simbologia
L'escultura representa a Lívia Drusil·la, -Lívia Drusa Augusta, Lívia Drusila o Julia Augusta (28 de setembre 57 aC - 29 dC), tercera esposa de l'emperador romà August, i filla adoptiva de Livi Drus Claudià, mort a la batalla de Filipos-. Lívia va ser deificada durant el regnat del seu net, l'emperador Claudi, rebent a més a més el títol d'Augusta, atès que el fill de Lívia, l'emperador, es va negar a honrar-la i a deificar-la. A més a més, a la mort de la seva mare, no va respectar les darreres voluntats que ella havia deixat estipulades en el seu testament. Malgrat tot, Calígula, besnet de Lívia, va complir el disposat per la seva besàvia en el seu testament.

## Galeria

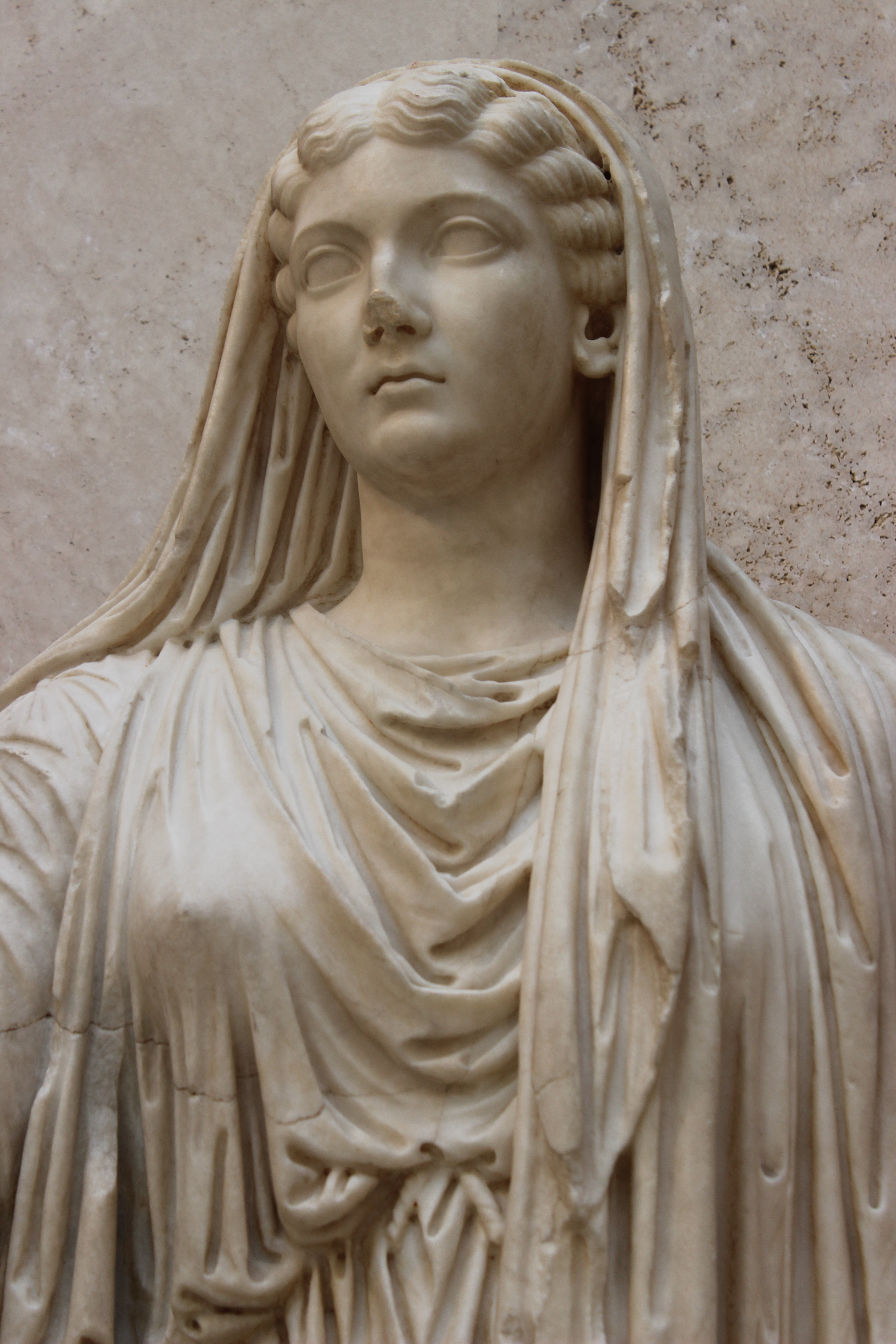
Detall de mig-cos de Lívia Drusil·la
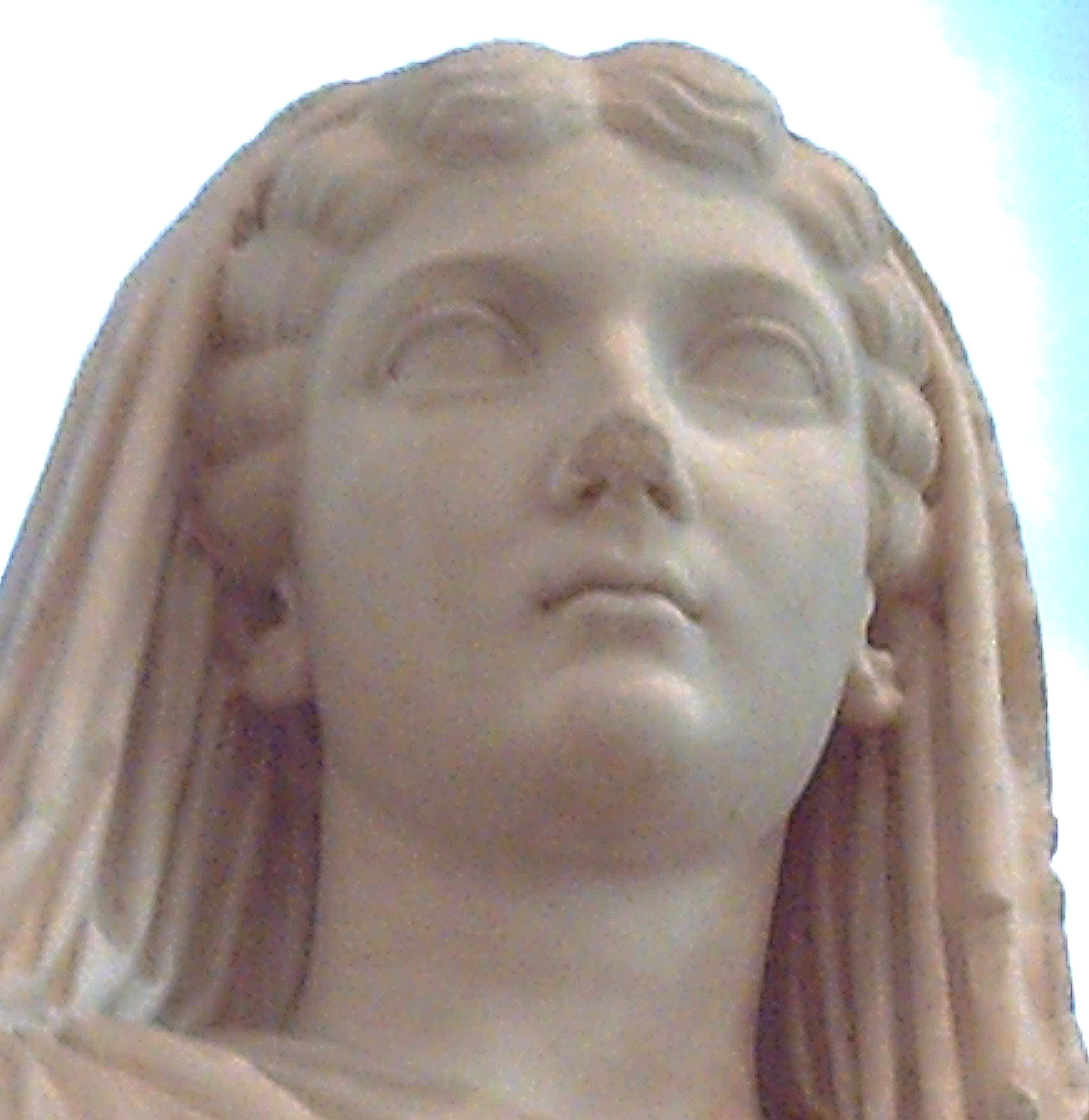
Detall del rostre de l'estàtua de Lívia Drusil·la.
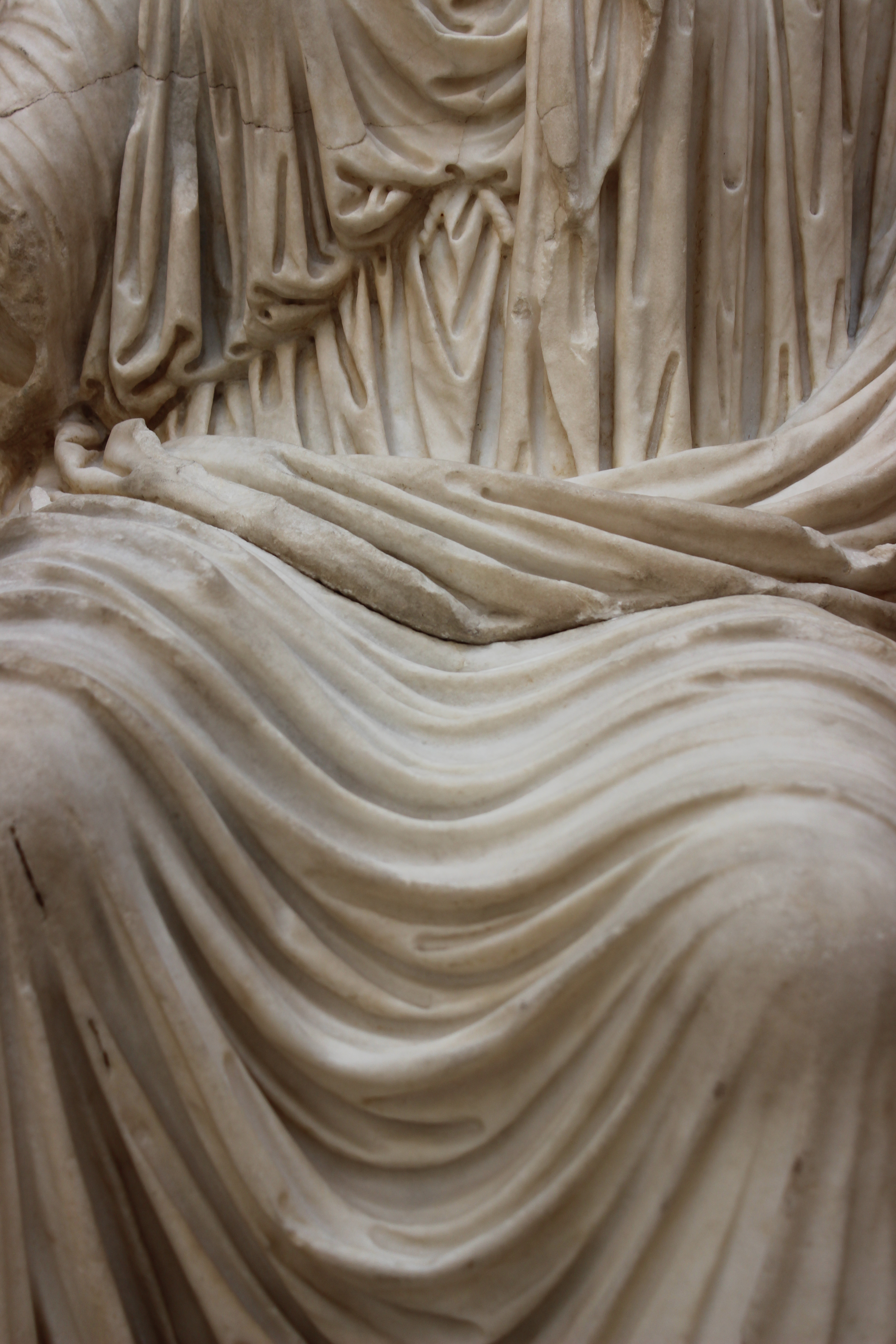
Detall de la vestimenta de Lívia.
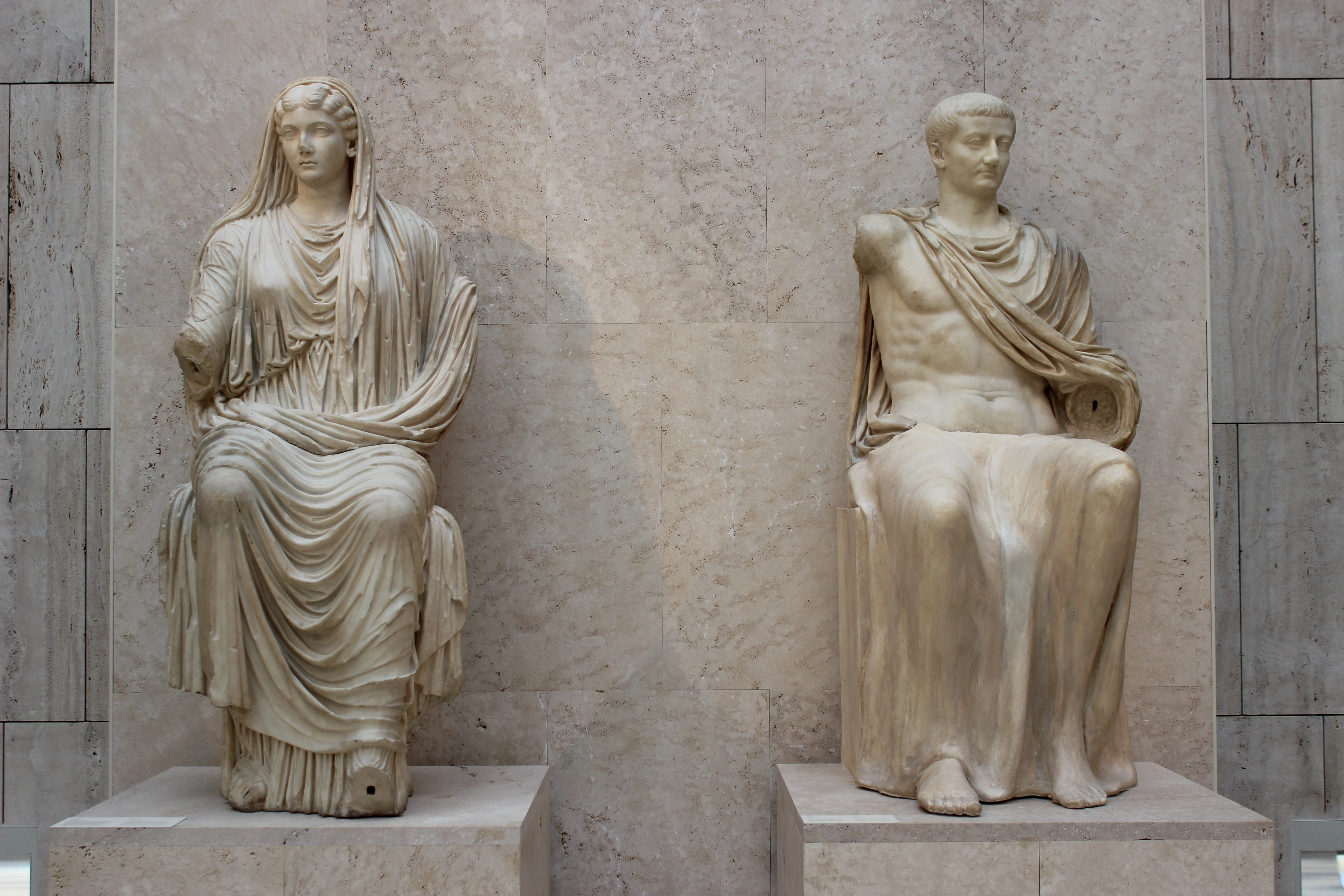
Lívia i Tiberi, les dues estàtues van ser trobades juntes a Paestum i es conserven al Museu Arqueològic Nacional d'Espanya.